# مايك فلاناغان
مايك فلاناغان (بالإنجليزية: Mike Flanagan)‏ هو صانع أفلام أمريكي. معروف بأفلامه الرعب جميعها قام بإخراجها وكتابتها وتحريرها. 

## الأعمال
- قبل أن أستيقظ
- هوش
- دكتور سليب (فيلم)

## وصلات خارجية
- الموقع الرسمي
- مايك فلاناغان على موقع IMDb (الإنجليزية)
- مايك فلاناغان على موقع ألو سيني (الفرنسية)
- مايك فلاناغان على موقع أول موفي (الإنجليزية)
- مايك فلاناغان على موقع بوكس أوفيس موجو (الإنجليزية)
- مايك فلاناغان على موقع قاعدة بيانات الأفلام السويدية (السويدية)
- مايك فلاناغان على موقع قاعدة بيانات الفيلم (الإنجليزية)
- مايك فلاناغان على موقع ليتربوكسد (الإنجليزية)
- مايك فلاناغان على موقع كينوبويسك (الروسية)